# バイオハザード2
『バイオハザード2』（バイオハザードツー、BIOHAZARD 2、英題：RESIDENT EVIL 2）は、1998年にカプコンよりPlayStation（PS）用として発売されたホラーアクションアドベンチャーゲーム。『バイオハザードシリーズ』の第2作である。後にNINTENDO 64、ドリームキャスト、Windows（PC）、ニンテンドー ゲームキューブ向けに移植され、2007年にはゲームアーカイブスでも配信されている。

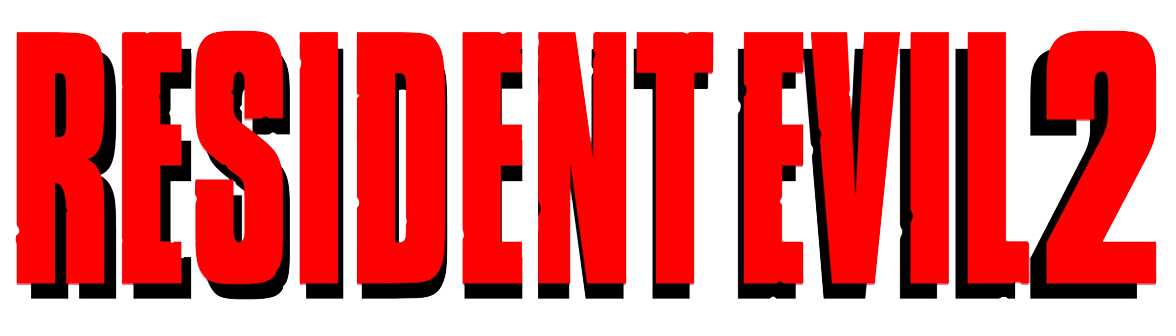
海外版のロゴ

2019年1月25日には、リメイク版が『バイオハザード RE:2』（バイオハザードアールイーツー、BIOHAZARD RE:2、英題：Resident Evil 2、以下『RE:2』）のタイトルで発売された。

## 概要
本編シリーズとしては、1996年発売の前作『バイオハザード』（以降『1』）から約2年ぶりとなり、現実の西暦とゲームの西暦が一致するようになった（日付そのものは、ゲームの方が少しだけ未来）。時系列としては前作の2か月後に位置しており、舞台も前作の閉鎖的であった洋館から一転して、開放的でより規模の大きいラクーンシティに変わっているが、前作と目的は変わっておらず、偶然バイオハザードに見舞われた日にラクーンシティへ来た新人警官のレオン・S・ケネディや女子大生のクレア・レッドフィールドを操作して壊滅状態の街を探索し、遭遇するさまざまなクリーチャーに対処しつつ、各種アイテムを駆使して街から脱出することが目的となっている。
『1』のヒットを受けて開発が始まり、一時は完成目前まで進行していたが、そのバージョンは没案となり、新たに作り直された物が『2』として発売された（後述）。
前作と同様に、選んだ主人公によってストーリーに違いがある。選んだ主人公によって、発生するイベントや行くことのできる場所、通れる道も少し違う。登場する敵キャラクターは同じでも、ストーリーに関わってくるキャラクターが異なっている。
パッケージには表示されていないが、CEROの年齢区分によりCERO：C（15才以上対象）とされている。
PS版は国内215万本（初動本数は138万本）以上、全世界で496万本を販売した。

## ストーリー
1998年7月25日、ラクーンシティを震撼させた連続猟奇殺人事件「洋館事件」は、ラクーン警察署 (R.P.D.) に所属する特殊部隊S.T.A.R.S.の投入によって解決されたが、詳細は上層部からの圧力によって伏せられ、公表されることはなかった。時が過ぎ、人々が事件の恐怖を忘れ去ってゆく中、怪物の目撃談や「人喰い病」と呼ばれる奇病などの異変が市内で発生するようになる。
そんな折、事件から2か月後の9月29日夜、ラクーンシティに向かう2人の人物がいた。1人はR.P.D.の新人警官レオン・S・ケネディであり、洋館事件に興味を持って配属を志願したが、前日に酔い潰れて夕方からの出勤という大遅刻を犯してしまった。もう1人は女子大生クレア・レッドフィールドであり、音信不通となった兄のS.T.A.R.S.隊員クリス・レッドフィールドを探すため、ラクーンシティを訪れた。まもなく、ゾンビ化した市民たちによる襲撃の最中に出会ったレオンとクレアは借用したパトカーでR.P.D.へ向かうが、その途中で車内に潜んでいたゾンビに襲撃されて車体は大破したうえ、暴走するタンクローリーが衝突して炎上してしまう。
分断されたレオンとクレアは、それぞれ別の道を進んでR.P.D.へたどり着くが、そこもすでに壊滅状態となっていた。瀕死のマービン・ブラナー巡査や署内に残されていたクリスの日記から、この異常事態が製薬会社アンブレラの開発した生物兵器T-ウィルスの蔓延によるバイオハザードであることが判明する。署内にて合流したレオンとクレアは、他の生存者と脱出手段を見つけ出すため、手分けして署内を調査する。
調査の過程で、レオンは恋人を探しにきたという女性エイダ・ウォンと、クレアは母からR.P.D.へ逃げるよう連絡を受けてたどり着いた少女シェリー・バーキンと、それぞれ運命的な出会いを果たす。署内にはまだ数人の生存者がいたが、徘徊する謎の怪物に殺害されてしまう。レオンとクレアはそれぞれ別の場所にて怪物と交戦し、これを退けて下水道へ降りる。
下水道では、シェリーの母であるアンブレラ研究員アネット・バーキンと遭遇する。アネットは、今回のバイオハザードがアンブレラ上層部の派遣した特殊部隊による襲撃が原因であることや、シェリーを追跡する怪物の正体が襲撃で致命傷を負った夫のウィリアム・バーキンが自作の新型ウイルス「G-ウィルス」を自身に投与して変貌した「G生物」であることを、それぞれ告白する。ウィリアムの研究を守ろうとするあまり疑心暗鬼に陥っていたアネットは、シェリーを保護したクレアにさえ敵意を向ける。
レオンとエイダ、クレアとシェリーは戦いの中で絆を深めてゆく。しかし、エイダはアンブレラとは別の組織からG-ウィルスを奪取するために派遣されたスパイであった。レオンを愛するようになっていたエイダは、事実を知って驚愕する彼を完全には裏切れず、混乱の中でレオンを庇って力尽き、奈落へ落ちる。アネットもまた致命傷を負い、クレアにシェリーを託して息を引き取る。
やがて、レオンとクレアはシェリーを連れて地下研究所へたどり着くと貨物列車を発進させ、もはや原形を留めない姿と化してなお追ってきたウィリアムを完全に撃破し、ラクーンシティからの脱出に成功する。朝日を浴びながら、クレアはクリスを必ず探し出すことを、レオンはアンブレラと戦うことを、それぞれ決意するのであった。

## システム

### シナリオ
本作は、前作『1』同様に2人の主人公が存在しており、どちらかを選択して一度ゲームクリアすると、開始時に選択しなかった方の主人公の物語である「裏シナリオ」をプレイ可能なセーブデータを作成できる（最初に選んだ方は「表シナリオ」と呼ばれる）。表での行動の一部が、裏での行動の一部に影響を及ぼすザッピングシステムが採用されている。裏をクリアすると、今度は表で開始できるセーブデータを作成でき、隠し武器解禁などのおまけ要素を引き継げる。表で開けたはずの鍵を裏でもまた開けなければならなかったり、表で取ったはずのアイテムが裏でも同じ場所に置かれていたりする矛盾があるが、表に対して裏はパラレルワールドという位置付けであるため、これは矛盾とは言えない。また、裏シナリオでSランクを取ると、隠しシナリオである『The 4th Survivor』（ザ・フォース・サバイバー、以降『T4S』）が出現する。また、表→裏→表→裏→表→裏と3巡以上クリアし、なおかつ『T4S』が出現済みであれば、『The 豆腐 Survivor』（ザ・トウフ・サバイバー、以降『T豆S』）がプレイ可能になる。レオン編とクレア編では、登場する武器が大きく異なる。また、レオン編のみ、所持武器に対応したカスタムパーツ（ハンドガン、ショットガン、マグナム）を組み合わせたり、改造することで武器を強化できる。
「レオン表→クレア裏」と「クレア表→レオン裏」のどちらのストーリーが正史かは定められていないが、後のシリーズで前提となっているシェリーのG-ウィルス感染と治療が描かれるのは「クレア表→レオン裏」のみである。

### 難易度
本作では「EASY」と「NORMAL」の難易度を選択できるようになった。『デュアルショックVer.』をはじめとする移植版には、これら以外の難易度が収録されているものもある。EASYでは、敵のHPが少なかったり、表プレイ時のみルーキーファイルを閲覧できるといった利点がある一方、隠し要素を利用できないといった制約がある。
前作ではハードモードのクリスとイージーモードのジルといったように、主人公ごとに難易度が分かれていたが、今作ではレオンとクレアどちらを選んでも攻略難易度はさほど変わらない。ただしレオン編は表裏ともにクレア編の表裏と比較して敵の出現数がやや多めであり、終盤まで火炎系の武器が手に入らず硫酸系の弾薬に至っては全く手に入らないこともあって、レオン編はクレア編より難易度が高めの傾向がある。

### パラメーター
体力はステータス画面で心電図として表示され、具体的な数値は明示されない。主人公の最大HPは200と設定されており、残りのHPに応じて心電図の状況が「Fine（緑）」→「Caution（黄）」→「Caution（橙）」→「Danger（赤）」と変化する。また、ダメージモーションが導入されており、心電図の変化に応じてキャラクターの動きが変化する（シェリーだけは変化なし）。心電図が「Caution」になると腹を腕で抑えて移動するようになり、移動速度が少し落ちる。「Danger」になると足を引きずりながら移動するようになり、移動速度が大幅に落ちる。
プレイヤーのHPがなくなるか、パートナーが死亡した場合はゲームオーバーとなる。

### 『Extreme Battle』
『Extreme Battle』（エクストリームバトル、以降『EB』）は、『デュアルショックVer.』に追加されたミニゲームであり、ある条件を満たせばプレイできるようになる。
プレイヤーはレオン、クレア、エイダ、『1』のクリスの4人から1人を選択し、プレイする。ゲームの目的は、研究所からR.P.D.へ向かって署内に配置された4つの対ウイルス爆弾を回収することであり、4つ回収した時点でクリアとなる（入手した対ウイルス爆弾は、アイテムボックスに保管しても問題無い）。3段階のレベル（難易度）でプレイできるが、レベルが高いほどG第4形態などの強敵が多数配置されるうえ、レベル3ではクリーチャーの攻撃力が激増する（HPが最大の状態でゾンビに3回噛みつかれただけで死んでしまうほか、ゾンビに足を3回噛みつかれただけで心電図が「Fine（緑）」から「Caution（黄）」に変化するほど）。複数の箇所で登場するG第4形態は、レベル3のみ配置される上に完全に倒すには、1体につきロケットランチャー複数回分の攻撃が必要になる。
装備品の内容はキャラクター毎に異なる。インクリボンの使用可能数はレベルによって異なる（レベル1で5回、レベル2で3回、レベル3で1回）ほか、アイテムボックスにナイフが保管されている。また、各種アイテムやクリーチャーは例外を除いてランダムに配置されている。レベルが高いほどランダム配置されている各種アイテムの出現率が低くなり、クリーチャーの出現率が高くなる。サブマシンガンとロケットランチャーは初期装備の他に、攻略ルート外の決まった場所に必ず配置されている（ロケットランチャーの装弾数はクリスの初期装備と違い、10発）。
- レオン - ハンドガン (H&K VP70)、ショットガン、マグナム、救急スプレー、ブルーハーブ、インクリボン
  - 平均的ではあるが、銃と弾薬の種類が多いので、想定される敵に合わせて必要な武器のみを選択する必要がある。また、特定の場所でカスタムパーツが手に入ることもあるが、弾薬に置き換えられていることもあるため、本編のように全てのカスタムパーツを確実に入手できるわけではない。レベルによる出現率の影響を受けるカスタムパーツはハンドガンとマグナムであるが、ショットガンのカスタムパーツのみ、レベルによる出現率の影響を受けない場所に必ず配置されているため、弾薬に置き換えられない限り確実に入手できる。
- クレア - グレネードランチャー（グレネード弾6発装填済み）、火炎弾（6発）、硫酸弾（6発）、救急スプレー、ブルーハーブ、インクリボン
  - 全キャラクター中、唯一ハンドガンを所持していないのと、武器がグレネードランチャーのみのため、アイテム管理は楽。敵ごとに弾薬を使い分ける必要がある。
- エイダ - ハンドガン（コルトSAA）、ボウガン、サブマシンガン、調合したハーブ（グリーン+ブルー+レッド）、インクリボン
  - 連射速度は高いものの1発当たりの打撃力に劣り、リッカーやイビーのような強力な敵からダウンを奪うのが難しいため、必要に応じてサブマシンガンを使う必要がある。また、本編と違いサブマシンガンの弾薬は入手できないため、弾薬補給は不可能（攻略ルート外に配置されているサブマシンガンを一丁入手することは可能）。ハンドガンの連射速度はレオンとクリスよりも早いが、装弾数が6発と半分以下のため、こまめに装填する必要がある。
- クリス - ハンドガン（ベレッタM92F ワン・オブ・サウザンド）、カスタムショットガン、ロケットランチャー（装弾数5発）、救急スプレー、インクリボン
  - ハンドガンやカスタムショットガンの連射速度がレオンに比べて早く、ハンドガンではクリティカルヒットが出ることもあることから、武器の使い勝手が良い（ハンドガンの装弾数はレオンよりも若干劣るのと、連射速度はエイダよりも若干劣るが、クリティカルヒットによる大ダメージは弾薬の節約につながるため、使い勝手は全体的にこちらのほうが上）。攻略ルート上でタイラントが出現した場合、ロケットランチャーで簡単に対処できる。

## 登場人物

### 主人公とパートナー
レオン・S・ケネディ (Leon S(Scott) Kennedy)
声 - ポール・ハダド
本作の男主人公。21歳の新人警察官。身長178cm、体重70.2kg、血液型はA型。専用アイテムはライター。アークレイ山地で起こった猟奇殺人事件に興味を持ち、自らも調査をしたいとR.P.D.への配属を志願し、ラクーンシティを訪れる。正義感が強く、窮地を脱するサバイバル能力に優れる。
クレア・レッドフィールド (Claire Redfield)
声 - アリソン・コート
本作の女主人公。19歳の大学生。身長169cm、体重52.4kg、血液型はO型。前作の主人公クリス・レッドフィールドの妹で、連絡の途絶えたクリスを探すためにラクーンシティを訪れる。クリスに戦闘術を仕込まれており、ナイフから大型の銃まで扱える。専用アイテムはキーピック。
エイダ・ウォン (Ada Wong)
声 - サリー・カヒル
レオン編のパートナー。謎の多い東洋系の美女。年齢は推定24歳で、血液型はAB型。専用アイテムは恋人のジョンの写真。『EB』では、条件を満たすことで使用可能になるキャラクター。
シェリー・バーキン (Sherry Birkin)
声 - リサ・ヤマナカ
クレア編のパートナー。12歳。血液型はO型。共にアンブレラの研究者であるウィリアム・バーキンとアネット・バーキンの娘。両親が研究で家を開けており、一人で過ごすことが多かったことから極度と言えるほどの人見知り。母から貰った大きなペンダントを身に着けている。アネットの指示でいち早くR.P.D.へ逃げ込み、そこでクレアと出会う。

### キーパーソン
ベン・ベルトリッチ (Ben Bertolucci)
声 - Rod Wilson
レオン編のキーパーソンで、腕利きのフリーランスジャーナリスト。ラクーンシティで発生する怪異を敏感に察知して取材を行い、調査がアンブレラやブライアンを巡る暗部まで達したため、R.P.D.の留置所に拘置された。
ブライアン・アイアンズ (Brian Irons)
声 - Gary Krawford
クレア編のキーパーソンで、R.P.D.署長。部下からの信望が厚いと見られる一方で猟奇的側面を隠しており、また抑圧された状況に置かれると暴走しやすいという、危険な本性を有している。剥製作りを趣味としているが、その対象は動物に留まらず、市長の娘などの美しい女性にも及ぶ。
クリスが依頼した調査では、大学時代に婦女暴行の疑いで精神鑑定を受けたものの、成績優秀だったために不問に処されたこと、また裏でアンブレラ社と癒着しており、同社が絡む事件を隠蔽し、その見返りに多額の賄賂を受け取っていたことが判明している。
バイオハザードが発生してからは、アンブレラ社に裏切られた思いから自暴自棄となり、武器弾薬を分散させるなど、意図的に署内を混乱させて署員の生存を妨害し、部下を巻き添えにして死ぬことを妄想するようになる。
前作のキャラクター選択画面で表示される警察の身分証明書には、読みづらいが「Brian Irons」のサインが記されている。

### アンブレラ社
アネット・バーキン (Annette Birkin)
声 - ジェニファー・デイル
ウィリアム・バーキンの妻で、シェリーの母である女性。出産後もウィリアムと共に研究に没頭し、シェリーにあまり愛情を注いでいなかった。
ウィリアムとアイアンズの連絡員としての役割も務めていたが、アイアンズが根っからのサイコパスであること、さらに状況に絶望し自暴自棄になっていたこと、加えて警察署が壊滅していると知らされた際には動揺している。
夫がアンブレラに襲撃されたことから疑心暗鬼になっており、シェリーを保護したクレアのことまでもG-ウイルスを狙うスパイと疑う。
ボツ案にはウィリアム同様にG生物になるという案が存在していた。
ウィリアム・バーキン (William Birkin) / G生物
声 - ディエゴ・マタモロス
『0』にも登場するアンブレラ社の研究員で、アネットの夫でシェリーの父。36歳。実はウェスカーとは知人の間柄である。
アネットと共にG-ウイルスを開発するが、幹部が差し向けた私設部隊「U.S.S」による襲撃を受け、瀕死の重傷を負ったところに自らウイルスを注射し、G生物へと変貌する。
物語開始時点で既にG生物と化しているため、人間としての姿はアネットが語る回想シーンにしか登場しない。
ボスクリーチャーとして、表シナリオでは2回（第2形態・第4形態）、裏シナリオでは3回（第1形態・第3形態・第5形態）戦うこととなる。

### その他
マービン・ブラナー (Marvin Branagh)
R.P.D.の黒人警察官で、階級は巡査。署内がパニックに陥った時点でも律儀に報告書を書き上げる、重傷を負っているにもかかわらず他の生存者のことを心配するなど、責任をもって警察官としての職務を遂行していた。表シナリオで西側オフィスを訪れた主人公に他の生存者たちのことを託すが、再会時にはゾンビ化してしまう。
エリオット・エドワード (Elliot Edward)
R.P.D.の警察官。マービンやデビッドらと共に、最後の生き残りとして署内で奮闘していた。署内で入手できる作戦報告書の著者としても登場する。屋上にヘリコプターを呼んで脱出を試みるが、ゾンビに襲われた際にヘリを誤射し、墜落に巻き込まれて死亡する。
なお、署内で手に入る署長の日記には、「エリオット」という名の署員を射殺した旨が記されているが、同名の別人であると思われる。
デビッド・フォード (David Ford)
R.P.D.の警察官。署内で得られる作戦報告書にのみ登場。マービンやデビッドらと共に生き残りの1人として奮闘していたが、ゾンビとの戦闘で死亡したことがエリオットにより記されている。
ロバート・ケンド (Robert Kendo)
R.P.D.の近所にあるガンショップ「ケンド銃砲店」の店主で、日系人。バイオハザードの発生後、商品の銃や弾薬を市民に無償で提供し、自身は店内に立て籠っていた。表シナリオの冒頭で偶然店を訪れた主人公を迎え入れた直後、窓を突き破ってきたゾンビたちに襲われ、死亡する。
主人公がレオンの場合はショットガンを、クレアの場合はボウガンを所持しており、それぞれケンドの死後に拾うことが可能。
本編中では名前は不明であったが、NINTENDO64版のEXファイルにて名前が明かされた。
キャサリン・ウォーレン (Katherine Warren)
ラクーン市長のマイケル・ウォーレンの娘。
剥製にするためにアイアンズにより殺され、死体としてのみ登場する。名前は『2』では不明であったが、『RE:2』で正式に設定された。

### 隠しシナリオ
ハンク (Hunk)
U.S.S.隊員で、『T4S』の主人公。専用アイテムはG-ウィルス。どんな戦場からでも生還し、「死神」という異名を持つエキスパート。無口かつ冷酷な性格。プライベートに関しても謎に包まれており、謎に包まれ具合はエイダに並ぶといっていいレベルである。
豆腐 (To-Fu)
声 - 唐津麻勝俊
『T豆S』の主人公。豆腐の姿で関西弁を喋る謎の生物。イラストではS.T.A.R.S.のベレー帽を被っているが、物語との関連性は無い。シナリオの内容や専用アイテムはハンクと同じであるが、武器はナイフ1本に限定されている。

### 『1.5』の登場人物
レオン・S・ケネディ（Leon Scott Kennedy）
顔が少し製品版と違う設定であった。『1.5』の時点で顔、および名前は2バージョンあり、1つ目は"Grant Bitman"と呼ばれており、短髪で精悍な顔付きをしたものであった。2つ目が本採用されたレオンに近い顔付きをしている。血液型はO型、23歳の新人警官。署内を徘徊するゾンビたちの攻撃に追い詰められ、仲間とともに最上階に立てこもっている設定。
エルザ・ウォーカー（Elza Walker）
女子大生のバイクレーサーで、服装もレースに出場した時のもの。血液型はAB型。19歳。希望に満ちたラクーン大学の学生生活を夢見て、ラクーンシティにバイクでやってきた。しかし町は既に壊滅状態であり、やっとの思いで辿り着いた警察署に侵入した。ラクーン警察とは全く無関係の設定であった。開発データ破棄により幻の存在となった。
マービン・ブラナー（Marvin Branagh）
レオンの先輩という設定は同じであるが、最後まで生き残る予定であった。
ロバート・ケンド（Robert Kendo）
エルザ編のパートナーとして、最後まで生き残る予定であった。また、この段階での名前は「ジョン」(Jhon) である。
エイダ・ウォン（Ada Wong）
謎の女性。エルザ編にも少し出てくる予定であった。チャイナドレスではなく、白衣を着ている。
シェリー・バーキン（Sherry Birkin）
製品版との違いはあまりない。
ブライアン・アイアンズ（Brian Irons）
製品版とは違い、人柄が善良。
リチャード・キール（Richard Keel）
ラクーンシティの市長。エルザと同様、開発データ破棄により幻の存在となった。
ロイ（Roy）
RPDの警官。エルザ編に登場する。登場時から重傷をおっており、エルザに製品版のマービンと似たようなこと、およびジョン(Jhon)という生存者がいることを伝える。最終的にゾンビ化し、ジョン(Jhon)によって絶命する予定であったが、開発データ破棄により幻の存在となった。

## 登場クリーチャー
本作に登場するクリーチャーは、実験により生み出された生物兵器「B.O.W.」（Bio Organic Weapon）ではなく、街中に広がったT-ウィルスに感染してしまったものがほとんどである。

### 二次感染で誕生した生物
ゾンビ （Zombie）
製薬会社アンブレラが開発した生物兵器「T-ウィルス」に感染し、怪物化した人間。代謝機能に異常をきたして強靱な生命力を得た反面、肉体が壊死して腐乱死体のような姿に変貌した。それと同時に脳も侵食されて理性と自我を喪失しており、飢餓感からくる食欲のおもむくまま他の人間の肉を食らおうとする。
『1』では洋館などの施設内の人間に限られていたが、本作では街の住人も含まれているため、ラフな格好の者や警察官、白衣、そして女性という具合にバリエーションが飛躍的に増えている。また、建物の窓を破って大量に乱入する、窓の隙間から腕だけを出して主人公を掴むなど、より多様な行動を行う（ただし、それによるダメージを負わない箇所も存在する）。
被ダメージ行動として、ナイフ、ショットガン、マグナム、グレネード弾などの攻撃や主人公に振りほどかれることで身体の特定部位が失われる「部位破壊」を起こす。脚や腕が無くなればその分だけ行動が制限されるが、中には腹部が吹き飛ばされても上半身のみで這い寄ってくる者も存在する（別の部屋へ行けば倒した扱いになり、登場しなくなる）。また、ショットガンの上段攻撃やマグナム、『EB』でのクリスのハンドガンによる銃撃でクリティカルが出る、倒れているところを頭を踏みつぶされる（レオン・クリス・ハンク・豆腐の場合、頭を踏みつぶすのに対して、クレアとエイダは頭を蹴飛ばす）などで頭部を失うと即死する。
マービンゾンビ
ゾンビ化してしまったマービン。通常のゾンビに比べて移動速度が速い。また、倒さずにクリアした場合には、裏シナリオでも西側オフィスにマービンのゾンビが登場する。その際、同室に出現するはずであったゾンビが1体消失する。
ブラッドゾンビ
『1』に登場したS.T.A.R.S隊員のブラッド・ヴィッカーズがゾンビ化したもの。EASY以外のモードで特定の条件を満たすと、警察署入口の階段下通路に出現する。通常のゾンビより体力が高く、ハンドガン数発では倒せないが、頭部破壊による即死効果は他のゾンビと全く変わらない。倒した後に死体を調べると「スペシャルキー」が入手でき、それを使って警察署内のある部屋のロッカーを開けるとコスチュームチェンジができるようになる(クレア編では、コスチュームに加えて隠し武器も入手できる)。
ブラッドが死亡・ゾンビ化した経緯は、次作『バイオハザード3 LAST ESCAPE』で明らかになる。
ゾンビ改
T-ウィルスの実験段階で生み出された、筋肉組織剥き出しのゾンビ。研究所で登場し、通常のゾンビを上回る攻撃力を持つ。
リッカー（Licker）
ゾンビが食物（人肉）を摂取し続けて生き延びた結果、さらなる突然変異を起こして生まれたクリーチャー。名前は「舐める者」という意味で、長い舌を見たR.P.D.署員によって名付けられた。新たに筋肉組織が形成されたほか、骨格も変形して四足歩行となり、ヤモリのように壁や天井に張りつくことが可能となった。脳や髄が露出して眼窩部分までせり出したために視覚を失っているが、その代わりに発達した聴覚で獲物の位置を探り出し、巨大な爪と長く伸びる舌を槍のように突き出して攻撃する。
前作におけるハンターに相当するクリーチャーであるが、ハンターと違いストーリー序盤から登場するため、ゲーム初心者にとっては強敵。特に、鳴き声を上げてから大きく跳躍して爪で斬りつける「飛び爪攻撃」の威力は絶大で、HPが半分以下の状態で食らうと確実に死亡する（本作のクリーチャーで最高の攻撃力を誇るG第4形態の「かみくだき」に次ぐ威力を持つ）。ただ、接近時以外は足音を立てないように小刻みに歩いていれば気づかれにくい。
リッカー改
研究所に登場する、体が濃い緑色のリッカー。通常のゾンビではなくゾンビ改が変異して生まれた個体で、爪が通常のリッカーより長く鋭利になり、体力も高くなっている。数匹が同時に出現することが多い。
ゾンビ犬（Zombie Dog）
警察犬としてラクーン市警で飼育されていたドーベルマンがT-ウィルスに感染したもの。『1』のケルベロスとは違い、偶然の産物であるが性質に違いはない。主に警察署の地下で遭遇し普段はゆっくりと歩いているが、銃声や主人公の姿を感知すると即座に飛び掛かってくる。R.P.D.の犬舎はT-ウィルスの感染ルートである下水道に近い位置にあったため、感染した犬たちが飼育担当者に傷を負わせるなどにより、署内感染経路の1つとなった。
カラス（Crow）
T-ウィルスの二次感染（屍肉を食べたこと）で凶暴化したカラス。普段は静止しているが、主人公の接近や銃器の発砲を察知すると動き出し、嘴による突き攻撃を行ってくる。
大グモ（Giant Spider）
T-ウィルスに感染し、異常な巨大化を遂げたクモ。下水道の壁や天井を這い回り、近づくと毒液を飛ばして攻撃してくる。『1』のウェブスピナーと酷似しているが、ゾンビ犬と同様偶然の産物であり、B.O.W.ではない。本作では倒しても子グモをばら撒かないが、『T4S』に登場するタイプのみ、子グモが飛び出す。
ラージ・ローチ（Large Roach）
T-ウィルスに感染して巨大化したゴキブリ。爆発的に増殖しており、下水道の通気口や排気口で大量に出現する。個々はさして脅威ではなく、上を通過することで踏み潰すことができるが、3匹以上に取り付かれている状態が続くと頸動脈を食い千切られて即死してしまう。下水道ではネズミも同じくウィルスに感染していたが、生存競争に負けたことで下位の生態系が逆転している。
アリゲーター（Alligator）
ペット用のワニが廃棄先の下水道でT-ウィルスに感染し、体長10mにも及ぶ巨大なクリーチャーと化したもの。多少の弾丸には全く怯まず接近し、巨大な口で噛み付いてくる。さらに主人公が通路端まで追い込まれた場合、即座に噛み砕かれて死亡してしまう。生命力も高く、表シナリオで撃退しても裏シナリオで再度出現。ただし、目の前の物が食料であるかの判別に何でも咥えてしまうという習性を利用して、通路内の壁に内蔵されている高圧ボンベを咥えさせ、銃撃によって爆発させれば頭部を吹き飛ばして倒すことが可能（ただし、爆発時に近付き過ぎていると主人公もダメージを受ける）。この方法で倒すと、裏シナリオで頭部が吹き飛んだ死体がその場に残っている。裏シナリオでも通常の攻撃で倒すと、頭部の吹き飛んでいない死体を見ることができる。
モス・ジャイアント（Moth Giant）
研究所で実験用に飼われていた蛾が巨大化したクリーチャー。特定の個体が異常成長したわけではなく、繁殖を繰り返すうちに巨大化していった。研究所の一室に大量の卵を産み付けて巣を成しているが、羽化の成功率が極端に低く、本編中で遭遇するのは各編1体のみ。あまりにも急激に成長したため胴体に反して翼が小さく、飛ぶ速度は非常に遅いが、毒性のある鱗粉をまき散らしながら接近してくる。
ベビーモス（Baby Moth）
モスジャイアントの幼虫。暖かい所を好むため人間やコンピュータに反応を示し、巣の卵から孵化しては天井から降ってくる。粘液を飛ばしてくるが毒性は無く、踏み潰すだけで倒せる。

### 生物兵器B.O.W.
イビー（Ivy）
正式名称は「プラント43」と呼び、『1』で登場した巨大怪植物「プラント42」のデータを参考にして開発された新型B.O.W.。体液の流動を用いて、緩慢ながら自立歩行が可能である。主人公を発見すると腕のツタ (Ivy) を鞭のように振るい、頭の蕾から消化酵素液を吐き出して攻撃する。さらに実弾系武器には強く、カスタムマグナムの攻撃も1発までなら耐えられる。通常の武器を使って倒した場合は死体の近くを通るとツタだけが動いて攻撃してくるが、炎系の攻撃で倒せばツタを防ぐことが可能。体表から水蒸気を吸収して水分を補っているため、空気中の有害物質の影響を受けやすく、研究所の「P-εガス」を放出することで生命力を半減させられる。
毒イビー
表シナリオで研究所内にP-εガスを放出させた場合にのみ裏シナリオで出現する、変異型イビー。花の部分が赤くなっている。P-εガスを取り込んで弱体化したイビーが時間をかけてガスに適応してさらなる変異を遂げた個体であり、通常のイビーと違って体色は赤く、生命力も回復している。さらには、消化酵素液の代わりにガスから抽出した毒を呼気と共に吐き出す。
タイラント（Tyrant）
アンブレラが兵器開発技術の粋を集めて創り上げた最強のB.O.W.。前作に登場したT-002型から改良され、回復能力や知能の向上によって制御が安定しているうえ、巨体と肌の色以外は常人と大差ない容姿を持つ。着用している暗緑色のコートは防弾・対爆仕様で、人間への偽装や暴走を抑える拘束具の役割も持つ。G-ウィルスの奪取を目的としてラクーン市警へ一体投入された。
裏シナリオで登場。目的のG-ウィルスはシェリーのペンダントの中に隠されており、レオン裏編ではエイダがシェリーが落としたペンダントを拾って身に着けており、クレア裏編ではシェリー本人が身に着けていることから、関係者と見做してか裏シナリオの主人公を執拗に追跡してくる。
主に狭い通路で遭遇し、歩きながら主人公に接近して殴りかかる。横を通り抜けようとすると素早いラリアットで妨害してくる。倒すと懐から弾薬を入手することができる。
以降のバイオハザードシリーズでも見られる非常に高い生命力と回復能力によって幾度も主人公の前に立ち塞がる強敵『追跡者』の元祖である。他シリーズの追跡者と違い、特定のエリアにしか登場せず部屋を行き来してまで追跡してくることはない。
スーパータイラント（Super Tyrant）
溶鉄プールに落とされたタイラントが、生命の危機に瀕したことで身体能力を押さえるリミッターが外れ、より強靱な肉体を得た存在。随所にT-002の特徴が見てとれるが、身体は肥大化して露出していた心臓が体内に収まり、左手のみであった爪が右手にも形成され、より尖鋭化している。急激な発達のために腕力が低下しているが移動速度は大幅に上昇しており、主人公に向かって高速で突進しながら両手の爪を振り回す。前作と同じく、何者かが投げ入れてくれるロケットランチャーでなければ倒せないが、隠し武器のロケットランチャーを使えばこのイベントが発生する前に倒せる。

### G-ウィルス系統
G生物
ウィリアム・バーキンが開発した新型ウイルス「G-ウィルス」に感染して生まれたクリーチャーの総称。それまでのT-ウイルスが感染した生物の身体能力、凶暴性の増大のみに対し、G-ウイルスは生物の遺伝子そのものに突然変異をもたらし、環境へ適応する形で全く別種の生命体へと進化させていく。さらに自らに近い遺伝子の生物を本能的に見分け、胚を植え付けることで自己複製による繁殖も可能。G細胞は宿主の遺伝子情報をもとに自己を疑似複製するため、進化後の姿は生物の範疇を超えた異形となり、性質は誰にも予測できない。（ただし共通の特徴として、身体のどこかに赤く巨大な眼球が形成される）、どのような手段を用いてもコントロールすることはできない。作中では6つの形態を見せた。
なお、本作のシューティングゲーム版に相当する『DC』のシナリオ「滅びし街の記憶」およびリメイク作『RE:2』では、巨大な目玉が共通の弱点とされている。
「G」は、以下の6種類の形態で主人公と対峙する。
G成体
後述のG-バーキンが人間に植え付けた胚が急成長して生まれたクリーチャー。本来なら宿主の体組織をウイルスが生み出す「G細胞」で浸食して発生するところが、遺伝子が拒絶反応を起こしたため、体外へ飛び出して急成長するという過程を経て発現した。そのため手足の一部を除いては人間と似ても似つかぬ醜悪な肉塊のような姿となっている。移動速度は非常に遅いが丸太のような左腕で殴りかかり、口からはG幼体が次々と吐き出されて主人公にまとわりついてくる。生命力も高いがG-バーキンほどではなく、左腕に集中して攻撃し続けるともげてしまい、再生するまでその場でもがく。
G幼体
G成体の口から吐き出される幼体。アンブレラ社による正式な実験生物ではない。小さなカブトガニのような形状で、地を這いながら主人公に急接近し、足元から身体を這い上がって腰や首筋に攻撃を加える。体力も攻撃力もG成体より遥かに低いが、数体のG幼体に攻撃され続けていると、ラージ・ローチの場合と同様の死を迎えることとなる。なお、母体のG成体が不完全であるため繁殖能力は持っていない。

### G / ウィリアム
ウィリアム・バーキンがG-ウイルスを自らに投与し、G生物と化したもの。作中では主人公や登場人物から一貫して「ウィリアム」と呼ばれる。
G第1形態 / G1
最初に遭遇する形態。一見ゾンビのように見えるが、ウイルスを注入した右胸から手先までがG細胞に侵食されており、戦闘直前にその部分が肥大して右肩から巨大な眼球が出現する。右腕は凄まじい腕力を発揮し、鉄柵を引きちぎり武器として使用。雄叫びを上げながら大きく振りかぶった直後に振り下ろされた場合、一撃で頭蓋骨を砕かれて絶命してしまう。その反面、歪な体格に変化して身体の重心が不安定になり、よろめきながら歩くため移動速度が遅い他、左半身にはほとんど変化がなく、衣服などもまだ残っている。なお、戦闘で使用することは無いものの、巨大な爪が短いながら形成され始めており、ベンやアイアンズ、アンブレラのウイルス回収部隊員をそれで殺害している。また、脇腹には爪とは別の新たな腕がかすかに露見している。
レオン編、クレア編ともに、それぞれ裏シナリオの下水道入口にあたる場所で戦うこととなる。体力をゼロにすると2回鉄パイプを振り回し、下水道へ転落してゆく。
G第2形態 / G2
表シナリオのターンテーブルで交戦する、さらに進化したG-バーキン。左腕を除く上半身全体にG細胞の浸食が及び、身体の随所でG生物独自の器官が発達して形成され始めている。ウィリアムの頭部であった物は左胸へ移動して半ば埋没し、かわりに頸椎部分からはG生物独自の新たな頭部が形成され始めている。右腕もさらに肥大し、鉄パイプの代わりに地面に届くほど伸びた5本の爪を武器とするようになった。また、脇腹の新たな腕は明確に形成されつつある。
なお、第4形態ほど顕著ではないが、内部プログラム上は2つの形態が用意されており、HPを「一度0にする」か「ある程度減らして戦闘が長引く」と形態変化が発生、以後は動きが鈍くなり、爪を力なく振る低威力の攻撃だけするようになる。
このほか、レオン編では、ケーブルカーでの移動中に天井から腕を突き出す攻撃を行う。
G第3形態 / G3
発達の遅れていた左腕も右腕と同じ形状と大きさに成長し、腹部の補助腕が完成して4本の腕を有するようになった。新たな腕が脇腹から肩に移動したのと同時に元の腕は肩から背中に移動し、翼を思わせる形状となっている。これにより、G1、G2の時には歪であった体型がようやく整った体型に収まった。G2で形成され始めていた新たな頭部も完成し、かつてのウィリアムの頭部はわずかに露見している程度で、ほぼ脇腹に埋没してしまっている。また循環器系にも変化が起こり、心臓が発達して胸が大きく隆起。表面には白い刺のようなものが無数に中心の内側へすぼまるように生えている。
裏シナリオのターンテーブルで戦うことになり、体力は本作のクリーチャー中で最大。歩行速度はG2よりやや遅いが、跳躍能力が増大しており、主人公との距離が一定以上離れると飛び上がって距離を詰めてくる。4本の腕による連続攻撃を行ってくるほか、主人公の残り体力が少ないと即死攻撃を繰り出す。
G第4形態 / G4
度重なるダメージによって生命危機に陥ったGが、超回復を行いながら次の形態に変異した状態。最初はG3に近い姿で出現するが、胸部の白い部分がイソギンチャクのような動きを盛んに繰り返しており、戦闘中にある程度のダメージを受けると形状の変化が始まる。G細胞の増殖で増加した体重を支えるために四足歩行の獣形へ変形し、それに伴う機敏な動きを獲得した。G生物の特徴である眼球は両肩に出現し、体格はG3よりも巨大化。それに伴いエネルギーの消費も激しくなったため、頭部の下アゴが胸部と同化するほど広がり、大量の食物を鋭い牙で噛み砕く。
表プレイの最終ボスで、研究所脱出用リフトに乗り込む直前で戦う。変形前はゆっくり接近して爪を振り回すだけ（第3形態のように大ジャンプや即死攻撃は使用しない）であるが、変形後は高所からの飛びかかりや巨大な口による噛み砕きなど、攻撃パターンが大幅に増える。特に噛み砕き攻撃は体力が半分ほど残っていても死亡する可能性がある。弱点こそ変化しないものの、変形前後で与えたダメージは引き継がない。
G第5形態 / G5
第4形態時に受けたダメージを回復するため、周囲からエネルギー源となる有機物を手当たり次第に摂取した結果、原型を留めぬ、巨大な肉塊のような姿となったもの。体表のあちこちにゾンビやリッカーの身体の一部が未消化のまま露出している。もはや歩き回ることすらままならず、元は腕であった触手を壁へ伸ばして身体を引っ張ることで移動する。身体は非常に柔らかく、狭い隙間なども易々と入り込むことが可能。口はG4よりもさらに巨大化しており、相手を触手で引き寄せて噛み付く。
裏シナリオの最後に出現し、爆発間近の研究所から脱出する列車で闘うこととなる。

## ゲームの舞台
山中の洋館という閉鎖空間が舞台であった前作とは異なり、本作ではラクーンシティそのものが舞台となる。
市街地
レオンとクレアが最初に訪れるエリア。到着した箇所は偶然無人であったが、バイオハザードとそれによる暴動が発生した後ゆえに都市全域は壊滅しており、建物の間から次々と出現するゾンビたちにレオンとクレアは追われたうえ、乗車したパトカー内でゾンビによる事故に遭い、各自が別のルートを通って警察署へ向かうこととなる。
ケンド銃砲店
ロバート・ケンドが営む銃砲店。店主のケンドが市民に無償で商品の銃器と弾薬を提供したため、店内にはほとんど銃も弾薬も残っていない。表シナリオの冒頭で主人公が訪れる。
ラクーン警察署（Raccoon Police Department、略称：R.P.D.）
ストーリー前半のメインエリア。ラクーンシティ唯一の警察署で、以前は美術館であった建物を改修した地上3階と地下1階から構成されている。本編開始時点で多くの扉が施錠されており、鍵穴にはトランプのスート（スペード、ハート、ダイヤ、クラブ）が刻まれている。レオンとクレアは、これらの扉を対応するスートの鍵で解錠しながら探索を進めることとなる。
上記の暴動発生当時は市民を守るために警察官を総動員して対応していたが、署長が武器庫の弾薬を意図的に散らすなどの妨害を行い、26日に大量のゾンビに襲撃されて殉職者が増えたうえに28日午前には生存者が4名まで減り、本編開始時点の29日夜には完全に機能を喪失した。署内にはゾンビやリッカーが多数徘徊するほか、地下では犬舎で飼育されていた警察犬がゾンビ犬と化すなど、危険地帯と化している。
下水処理場
警察署の地下から通じている、下水の処理施設。ここと次の下水道では操作キャラクターがパートナーに一旦切り替わる。
下水道
ラクーンシティの地下に広がる広大な下水道。各地のモニター室でコンピュータ制御されている。アンブレラ社の各研究施設とつながっていたことから、研究員が秘密裏に移動するための経路として活用されていた。また、奥には市郊外の工場（地下研究所入口）へ続く極秘のケーブルカーが存在する。大クモが多数徘徊しており、ダクト内でラージローチが無数に繁殖しているほか、ゴミ捨て場にはT-ウイルスによって巨大化したアリゲーターが住み着いている。
工場
ラクーンシティ郊外にある工場で、アンブレラ社の地下研究所への入口がある。列車ターンテーブルを模した巨大エレベーターで研究所に下りる。
研究所
ストーリー後半のメインエリア。ラクーンシティの地下に建造されたアンブレラ社の極秘研究所で、ウィリアム・バーキンが研究拠点としていた場所。最新のきわめて高度な研究備が揃っており、事故発生時の隠ぺいなどのために自爆システムも完備している。最下層にはプラットフォームがあり、そこから列車で脱出することが目的となる。
人為的に生み出された実験体であるゾンビ改やリッカー改、植物ベースのイビーなど、さらに強力なクリーチャーが徘徊している。

## 主なスタッフ
- システムプラン：山田政明、青山和弘、渡辺順也
- シナリオ：杉村升
- CGモデリング：松浪保之
- モーションデザイン：竹内潤
- メインシステム：安保康弘
- エネミープログラム：唐津麻勝俊
- サウンドデザイン：内海秀明、浜亘
- ミュージックコンポジション：上田雅美、内山修作、西垣俊
- サポートカンパニー：IMAGICA、フラグシップ、東京マルイ
- プロデューサー：三上真司
- プロモーションプロデューサー：稲船敬二
- ゼネラルプロデューサー：船水紀孝
- スーパーバイザー：岡本吉起
- ディレクター：神谷英樹

## 開発

### 『バイオハザード1.5』
本作の開発は『1』の完成から1か月後の1996年初頭に開始され、同年7月に開かれたVジャンプフェスティバル96にて初めて情報が公開された。この時のバージョンはのちに、プロデューサーの三上真司によって『バイオハザード1.5』と呼ばれており、製品版にあたる『2』と内容が大きく異なる。
『1』の2か月後にラクーンシティでゾンビが大量発生する点などは『2』と変わりないが、『1.5』は「ゾンビに支配されたビルの最上階から脱出する」というシナリオであり、アンブレラは違法な実験によってすでに閉鎖しているという設定であった ほか、『1.5』にしか登場しない人物もいた。
開発チームは『1』と同等の恐怖を生み出そうと模索し、2人の主人公が今までに経験したことのない恐怖にさらされる状況を作り出すことを考え、警察官のレオン・ケネディと女子大生レーサーのエルザ・ウォーカーを主人公に据えた。彼らのストーリーに接点はなく、パートナーとなる人物は2人用意されていた。レオンのパートナーは先輩警察官のマービン・ブラナーとリンダ（『2』におけるエイダ・ウォンに相当）であり、エルザのパートナーはシェリー・バーキンとジョン（『2』におけるロバート・ケンドに相当）であった。
キャラクターデザインは大石勲と下釜陵志が担当しており、実在の人物や動物などを基にしていた。例えば、レオンは大石が飼っていたブラッドハウンドを基にしていたほか、アネットは女優のジョディ・フォスターを基にしていた。
『1.5』における警察署のデザインは、よりモダンでリアリティのあるデザインであり、面積は『2』に出てきた時よりも狭かった。また、レオンの先輩警官であるロイをはじめ、襲撃を生き延びる警察官の数も多かった。『1.5』では、プレイヤーの恐怖心をあおるために一度に大勢の敵を出現させられるよう、敵キャラクターに使うポリゴンの数も低く抑えられていた。また、状況に応じて音楽やプリレンダリングした背景が変化するという演出も採用された。
主人公には防御力やアイテム所持数を増加させる防護服などの装備を得られる機能も採用されたほか、主人公のポリゴン数は装備や敵キャラクターからのダメージの度合いによって変化する仕組みであった。

### 『1.5』の開発中止と、『2』に向けた作り直し
『1.5』の開発は40〜50人体制で行われ、彼らはのちにカプコン・プロダクション・スタジオ4 の一員になった。ディレクターの神谷英樹率いる開発チームは若手社員を中心に構成されており、その大半が前作のスタッフであった。
開発初期、プロデューサーの三上と神谷の間には創作上の不一致があり、三上は自ら指示を出して開発チームに影響を与えることを一時は考えたものの、最終的にはプロデューサーとしてチームを監督する立場にとどまり、月に一回進捗状況を見せるよう開発チームに命じた。
個々のデータ自体の出来は悪くない一方それらを組み合わせても満足のいくものにはならなかったものの、三上は1997年5月の発売予定日に向けてこれらのデータを組み合わせるのだろうと考えた。
だが、それからまもなく、完成度が60%か80%に達したところで、『1.5』の開発データは廃棄された。プロデューサーの三上真司は辞表を用意し、開発中止を訴えたという。
のちに三上は「前述の期間で満足のいく仕上がりにならず、遊んでいてもつまらないものになるだろうと判断した」と振り返っている。

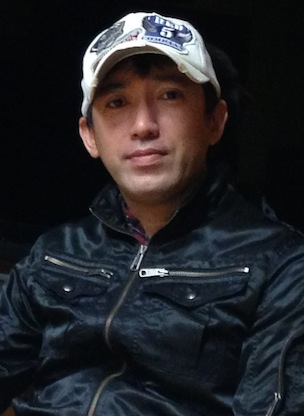
プロデューサーの三上真司

製作総指揮の岡本吉起から「話がまとまりすぎていて、続編を作るのに支障がある」という指摘が上がった。岡本は、本作をガンダムシリーズや007シリーズのような大型シリーズにするため、シリーズ内の複数の作品が共有できるような世界観を作り上げることを約束した。開発チームによるシナリオの書き直し作業が進まなかったことから、岡本はメタルヒーローシリーズなどで知られる脚本家の杉村升を『2』のシナリオライターに起用した。杉村は『1』のストーリーを非常に気に入っていた。杉村は試用期間という形で雇われていたが、杉村がスクリプトのトラブルの解決策を提示したことによって岡本からの信頼を得、その岡本からシナリオ全体の改善について相談を受けた。その結果、エルザの代わりとなる主人公として、『1』の主人公クリスの妹であるクレアが起用された。カプコンから提示された200万枚の売り上げ目標を達成すべく、神谷は新規ファンを獲得するため、ストーリーをハリウッド映画のような大げさなものにしてはどうかと提案した。単なるハリウッドの真似は避けたいと考えた岡本は、杉村に三上ら開発スタッフと話し合うよう頼んだ。『2』のメインシステムの担当者であった安保康弘は、2018年12月の合同インタビュー中で杉村について「『バイオ2』のシナリオを詰めるときに、杉村さん、神谷とのミーティングに僕も参加していたんですけど、杉村さんはすごく面倒見が良い方なんですよ。（中略）フランクな方でお仕事でご一緒するのはすごく楽しかったんですよ。」と振り返っており、カプコンCS第一開発統括 第一開発部ディレクターの門井一憲も安保のコメントに同意している。企画担当者たちはゲームデザインを根本から作り直し、プログラマーをはじめとする残りのメンバーはディレクターズカット版『1』の開発にあたった。ディレクターズカット版『1』は、『2』の発売延期のお詫びを兼ねており、『1.5』の一部映像や『2』の体験版が収録された。
『1.5』の開発データのうち、物語の上で重要な場所は、日本の街にある西洋風の建物の内部の写真のデータを基にビジュアルが強化される形で『2』に流用された。背景の作成にはO2というソフトウェアが用いられ、1つの背景のレンダリングには2 - 3週間を費やした。一度に画面上に表示できるゾンビの数は7体に限られたものの、これによってレオンとクレアに使われているポリゴン450個を有効に活用することができた。
敵キャラクターは、目に見える傷をつける代わりに、重傷を負ったことを示すためによろよろと歩くように設計された。
また、これとは別に目玉としてザッピングシステムが導入された。このシステムは『バック・トゥ・ザ・フューチャー PART2』において、前作『バック・トゥ・ザ・フューチャー』を異なる視点から見るところにヒントを得ている。
『1』のディレクターズカット版同様、本作の台詞もまた英語で収録された。まず台本を日本語で執筆し、それを日本人が英語に翻訳する形で、キャスト用の台本が作られた。それから、カットシーンが完成する前の段階で、カナダ出身の声優による収録が行われた。英訳された台詞はネイティブスピーカーから見ると若干おかしな言い回しであった上、声優への指示も「日本人が聞き取れるようにしっかり発音してほしい」というものであったため、妙に大げさな言い回しになってしまったのではないかと、カプコンCS第一開発統括 第一開発部のディレクター門井一憲はPlayStation Blogとのインタビューの中で振り返っており、「Gamescon2018」に取材に来た記者たちから本作の演技やセリフが"Cheesy"（くだらない、または大げさ）だといわれたと話している。
ムービーパートはアクションフィギュアを用いたストップモーションアニメとして撮影された後、コンピュータグラフィックに落とし込まれた。この時点までにエイダのモデルを完成させることはできなかったため、彼女は主要人物の中で唯一プリレンダリングされたムービーシーンには登場しなかった。また、開発用のポリゴンモデルを流用し、隠しシナリオの一つである『The 豆腐 Survivor』の主人公に仕立て上げた。
テレビ用コマーシャルは1997年9月30日から10月1日にロサンゼルスで撮影が行われ、1998年1月から放送が開始された。内容は、ラクーン市警を再現したセットで、レオンとクレアが迫り来るゾンビに立ち向かうというもの。コマーシャルという制約上、銃撃シーンは入れられなかった。ゾンビ映画の第一人者であるジョージ・A・ロメロが監督し、レオン役としてブラッド・レンフロが出演した。特殊メイクは日本人のスクリーミング・マッド・ジョージ。
なお、『1.5』のゲームエンジンは『2』のプロモーションなどにプロデューサーとして関わった稲船敬二が「せっかく作ったものを捨てるのはもったいない」として引き取り、『鬼武者』の開発に役立てた。

### 音楽
『2』の音楽には上田雅美、水田直志、内山修作、西垣俊が参加した。
彼らは「絶望」を基本的なテーマに据えることを決めた。リードコンポーザーに任命された上田はモチーフを設定し、内山は探索パートやムービーパートに向けた恐怖感のある音楽を作ることを任された。
汎用性のある三拍子で構成されたメインテーマはライトモチーフとして"Prologue", "Raccoon City" および"The Third Malformation of G"といった複数の楽曲にも流用されている。
舞台の雰囲気に合わせ、おどろおどろしい環境音楽からインダストリアル・ミュージックまで、様々なジャンルの音楽が使われた。例えば、ラクーンシティ市街地の場面では打楽器を強調したミリタリー調の音楽が使われた一方、警察署の場面では不吉なピアノの音色が使われた。また、物語上の重要な場面では、ブロックバスター映画で使われるようなオーケストラが使われた。
『2』のアルバムは、1998年1月と8月にそれぞれ発売された。
1月に発売された『バイオハザード2 オリジナル・サウンドトラック』では、作中で使用された曲の大半を収録している。一方、8月に発売された『バイオハザード2 コンプリートトラック』では、『バイオハザード2 オリジナル・サウンドトラック』未収録曲に加え、オーケストラメドレー、効果音・音声集、さらには音響スタッフへのインタビューも収録された。『バイオハザード2 オリジナル・サウンドトラック』では、欧米においてResident Evil 2 Original Soundtrackという題名で発売され、このうち北米版については"The Beginning of Story" という楽曲が4トラックに分かれて収録されている。
『2』の楽曲のうち5曲は、新日本フィルハーモニー交響楽団のライブCDBio Hazard Orchestra Albumに収録されている。また、ピストン西沢は『2』のメインテーマをエレクトロニック・ミュージック調にアレンジしており、のちに"BIOHAZARD 2 REMIX-MET@MORPHOSES-"として発売した。

## 日本国外での発売
『2』は日本国外ではResident Evil 2として発売された。このうち、北米版のゲームオーバー画面はオリジナルで採用が見送られたものが用いられており、さらに暴力的な演出となっている。また、北米版は貸借によって売り上げに影響が出るのを防ぐため、オリジナルの『2』よりも高い難易度が設定された。ただし、ドイツで発売されたバージョンにおけるゲームオーバー画面は日本版と同じものが用いられているほか、ドイツ版では出血や欠損表現が一切なくなっている。ロシア版ではキャラクターの台詞がロシア語に吹きかえられている。また、本作と『1』が同梱されたパックがPCで発売された。オーストラリア版やニュージーランド版では自動照準が使用可能であり、主人公や敵の血の色が初期設定では緑色になっている。

### イタリアでの発売禁止
"Movimento Diritti Civili" (Civil Rights Movement) というイタリアの政治団体からの暴力描写に対する批判を受け、『2』はイタリア国内での販売が一時禁じられ、発売前のソフトウェア5,500部はイタリア財務警察 (Guardia di Finanza)によって押収された。
ソニーコンピュータエンタテインメントから押収の再考の求めに応じ、数か月後に『2』の発売禁止は解かれた。

## 移植版

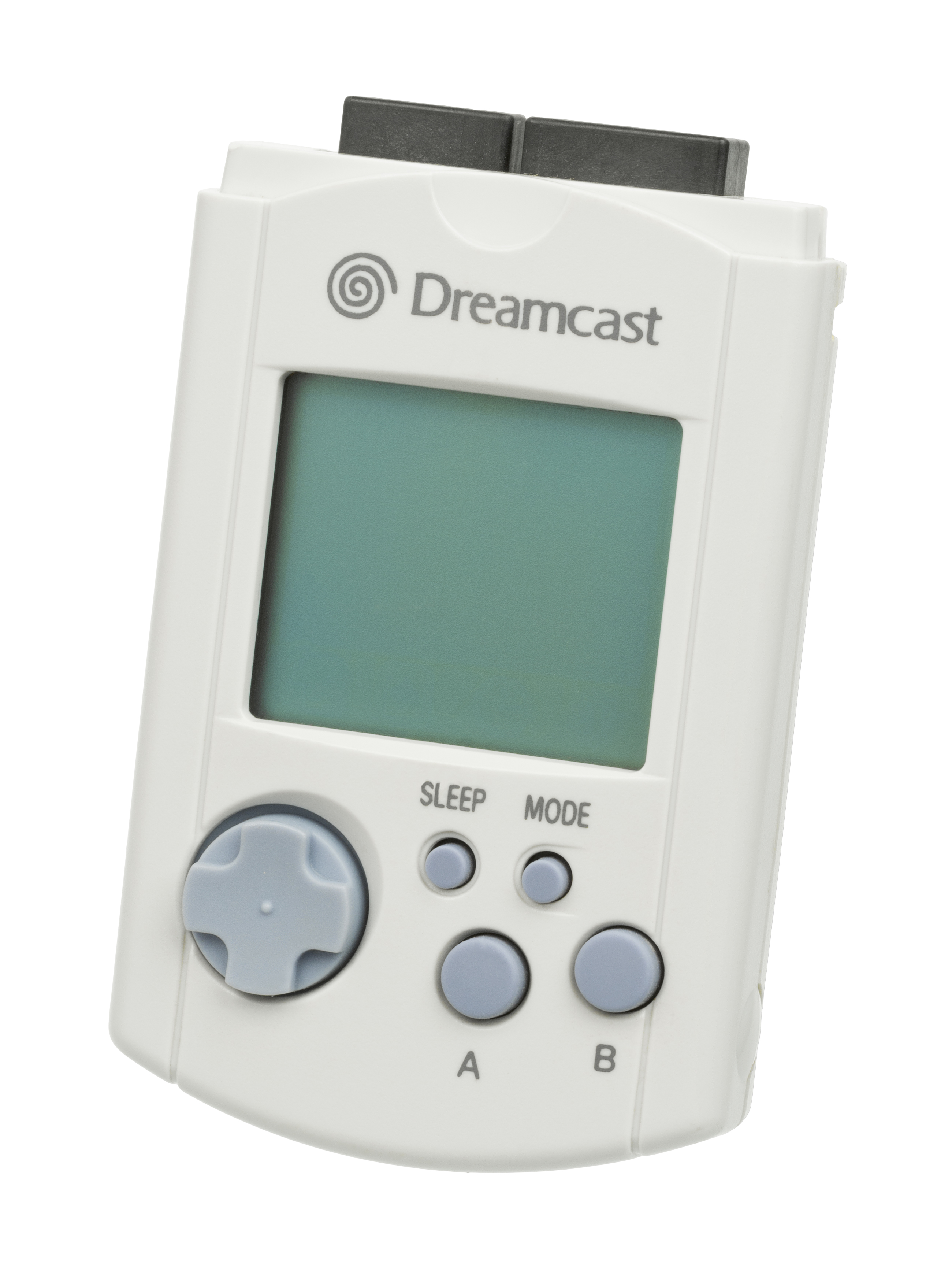
ドリームキャスト版では、キャラクターの状態をビジュアルメモリで確認できた。

本作はPlayStation用ソフトとして発売された後、他機種への移植が行われた。まず、1998年8月6日にはPlayStationの振動機能であるDUALSHOCKに対応した『デュアルショックVer.』が発売された。同バージョンには、シナリオや演出がなく、戦闘やアイテム集めを楽しむことに特化したミニゲーム『Extreme Battle』や、北米版と同内容で日本版より難易度の高い「U.S.A.Version」モードが収録されている。また、初期装備を無限サブマシンガンに変更した「ROOKIE」モードも収録されており、このモードでのアイテムボックスには救急スプレーが3つと隠し武器（無限ガトリングガン、無限ロケットランチャー）が用意されている。
『デュアルショックVer.』は、Windows 95/98版をはじめとする他機種への移植のベースとしても使われている。
Windows 95/98版では、振動機能を除く『デュアルショックVer.』版の機能がすべて搭載されているほか、キャラクターやオブジェクトのテクスチャマッピングが見直され、640ドット×480ラインの解像度に最適化した鮮明なものとなった。補間も違和感の少ない、自然なものとなっている。解像度を320ドット×240ラインに落とす、画面演出を簡略化するなど、ビデオカードの性能に合わせた柔軟な調整も可能となったほか、ドアの開放やハシゴの昇降の画面演出をスキップする機能も追加された。さらに、起動メニューにギャラリーが追加され、ゲームのクリアに合わせて閲覧できるムービーやキャラクターのCGモデル、開発資料などの数が増える仕組みがとられた。Windows 95/98版には北米版と同じ難易度になる「ARRANGE」モードが収録されており、ゲームオーバー画面も北米版に準拠したものに変更される。なお、「ARRANGE」から「HARD」を選択すると、後述のドリームキャスト版に収録されている「NIGHTMARE MODE」に相当する難易度に変更される。
2006年2月、Windows XPに対応したPC-DVD版がソースネクストの「Quality イチキュッパ」シリーズの一環として日本国内限定で発売された。
セガサターンへの移植は計画されていたものの、ハード性能の不足から1998年10月に開発が中止された。その後に発売されたドリームキャスト版はWindows 95/98版を基にしており、高難易度モードをはじめとするPC版と同等の機能に加えてビジュアルメモリからキャラクターの状態をリアルタイムで確認する機能が追加された。また、ドリームキャスト版のうち日本での発売分については副題「バリュープラス」がつけられており、『バイオハザード CODE:Veronica』の体験版が収録されていた。
NINTENDO64版『2』はカートリッジの容量の制約の中で高画質を実現した一方、音声・動画を圧縮せざるを得なかった。
64版『2』の開発には1年の期間と100万ドルの予算を費やした。64版の開発メンバーは、9人のフルタイム労働者とAngel Studio（現：Rockstar San Diego）からのパートタイム労働者で構成されており、そこからさらにカプコン・プロダクション・スタジオ3とファクター5から10人のスタッフが応援に来た。
64版『2』は、隠しコスチュームのほか、血の飛び散る量や敵の血の色を緑や青に変更できる機能が追加された。また、レオン編とクレア編で表シナリオと裏シナリオを1回ずつクリアすると、アイテムの位置がランダムに変更される「ランダムモード」が追加される。従来のラジコン操作をアナログ操作に変更する機能も追加された。
また、『バイオハザード3』の開発スタッフであるTetsuro OyamaによるEXファイルが追加された。これらのファイルには『バイオハザード0』のレベッカの報告書や、『バイオハザード3 LAST ESCAPE』（以降、『3』）のダリオの遺書などが含まれている。4つのシナリオにおいて裏コマンドも追加されており、隠し要素の中には当時開発中の作品に関する情報も含まれていた。
64版の解像度は、画面内に表示されているポリゴンモデルの数によって変動したが、メモリー拡張パックを導入することにより、最大で640×480画素を実現できるようになっていた。それに加え、64版ではキャラクターのアニメーションをより滑らかでキレのあるものに補正したほか、3Dモデルのテクスチャの遠近補正も行われた。64版の音楽にはドルビーサラウンドが使われており、クリス・ヒュルスベック、ルドルフ・ステンバー、トーマス・エンゲルがBGMデータの変換作業を行った。開発チームはPlayStationの時よりもサンプリング周波数が高いサウンドセットを新規に作成し、高い音質を実現した。一方、『Extreme Battle』をはじめとする『デュアルショックVer.』の要素は64版には収録されなかった。また、エンディングの音楽は表編と裏編の双方とも「Credit Line」（表編のエンディング曲）のみが使われ、リザルト画面で流れる楽曲も「Credit Line」に変更されている。
ゲームキューブ版は『デュアルショックVer.』の内容をそのまま収録すると同時に、イベントのスキップ機能などが追加された。また、ゲームスタート時のタイトルコールが『1』リメイク版以降のタイトルコールを担当しているウォード・セクストンによって新録されたものに変更された。この変更は、GC版『3』および『バイオハザード CODE:Veronica』でも行われている。
1998年後半にはタイガー・エレクトロニクスからgame.com版が発売された。2.5次元のスプライトで描かれたこのバージョンはレオン編のシナリオしかなく、オリジナル版にあった多くの要素が取り除かれた。
2013年2月、何者かの手によってビルド版『1.5』がインターネット上に流出した
オリジナルにあたるPlayStation版『2』は、2007年に日本のPlayStation Networkで配信された。2009年には北米のPlayStation Networkにて『デュアルショックVer.』が配信された。

## 関連商品

### 漫画
Ted Adamsとクリス・オプリスコによる漫画"Raccoon City – R.I.P." and "A New Chapter of Evil"がResident Evil: The Official Comic Book Magazineの#1（1998年3月刊行）および#2（1998年6月刊行）に掲載された。
1998年2月から1999年4月には、『生化危機2』という題名で全60話の広東語の漫画が刊行された。
また、台湾で刊行された『惡靈古堡II』は『2』のストーリーにロマンティックコメディ要素を取り込んだものとなっており、レオン、クレア、エイダの3人に焦点が当てられている。
1999年には、『2』のストーリーを基にした"Resident Evil: City of the Dead"（S・D・ペリー著）がポケットブックスから発行され、日本では風間賢二の訳で2005年に『バイオハザード3 死者の街』という題名で発行された。

### ドラマCD
『バイオハザード 2 ドラマアルバム 〜小さな逃亡者 シェリー〜』および『バイオハザード 2 ドラマアルバム 〜生きていた女スパイ・エイダ〜』は、1999年にラジオ大阪で放送されていた『飯塚雅弓のMEGA-TONスマイル』内のラジオドラマを、それぞれぞれCD化したものである。
これらのドラマCDの内容は、ハンクの所属に関する設定を除いてその後のシリーズ作品には反映されなかったため、パラレルワールドに位置している。
あらすじ
小さな逃亡者 シェリー
ラクーンシティがアメリカ政府とアンブレラによって焼き尽くされた後、アンブレラからの追手から逃げる中でクレアとはぐれてしまったシェリーは、ストーンヴィルという近隣の町にたどり着いて地元の少女メグと知り合い、保安官アレンに保護される。シェリーはストーンヴィルの町長フィンチらによる妨害を受けるが、最終的にはメグの助けを受けてカナダにいる親類のもとへたどり着く。
生きていた女スパイ エイダ
ラクーンシティからの脱出後、エイダはシェリーが身に着けているG-ウイルスの入ったペンダントをハンクから回収するよう命じられる。エイダはペンダントを追ってフランスにあるロワール村へたどり着き、ハンクと彼の関係者を殺害する。殺害の過程でT-ウイルスの漏洩が発生したものの、エイダは任務を優先するため、古城を後にする。フランス空軍によって村が焼き払われる中、エイダはアンブレラのフランス支部施設所長クリスチーヌ・アンリと出会い、ハンクの任務内容を知る。その後、空軍から派遣されたヤコブが共謀加担者であることが判明するも、彼はG-ウイルスの独占をもくろみ、エイダに発砲する。もう一人の隊員であるフィリップはエイダがペンダントを持っていることを確信し、ヤコブを止めるためにG-ウイルスを自らに注射する。エイダは逃げる中でレオンへの想いを確信し、スパイ業から足を洗って彼のもとへ戻る決意をする。
キャスト
小さな逃亡者 シェリー
飯塚雅弓、三石琴乃、納谷六朗、菅原淳一、伊藤健太郎
生きていた女スパイ エイダ
水谷優子、上田祐司、根谷美智子、山崎たくみ、納谷六朗
スタッフ
- 脚本：杉村升、鷺山京子、宮下隼一、鈴木康之、曽田博久、Kishiko Miyagi（フラグシップ）

### ボードゲーム
イギリスのSteamforged Gamesによりカプコン公認のもと、ボードゲーム化した。クラウドファンディングサイトKickstarterで制作費を募集した結果、80万ポンド（約1億2000万円）が集まり、すべてのストレッチゴールを突破した。

## シリーズ内他作品での扱い
携帯電話ゲームResident Evil: Uprisingには、『2』のダイジェスト版が収録されており、ダイジェスト作業はメーガン・スウェインが担当した。
2010年に発売された『バイオハザード ダークサイド・クロニクルズ』では、「滅びし町の記憶」という題名で、同作のシステムに合わせてアレンジした上で、『2』の4つのシナリオを再構築したものが収録されている。内容はレオンの回想という設定であり、『2』とは異なる点もある。

## 評価
『2』は批評家からも広く受け入れられ、オリジナル版にあたる、PlayStation版はMetacriticにおいて100点満点89点を記録した。
批評の多くは世界観・設定・グラフィック・音声を肯定的に評価した一方、操作性や声優の演技、一部のシステムに対する指摘もあった。
IGNのリカルド・サンチェスは世界観が完璧（"dead on"）だと述べ、グラフィック・効果音・音楽・レベルデザインがうまくかみ合った結果、おぞましい世界観が出来上がったと述べている。
GameSpotのライアン・マクドナルドもサンチェスと同様の評価に加え、「普通のビデオゲームよりもより双方向性が強く、映画を見ているようだった」とし、ハリウッド映画のような雰囲気があったと述べている。
ポール・マリソンはComputer and Video Gamesに寄せた記事の中で、『2』の世界観やストーリー、映画のような演出が素晴らしいと述べている。
マリソンはストーリーについて、「とってつけたようなところがあるものの、スクリプトからは堅実さを、語り口からは気骨を感じた」と述べている。
GameProのスタッフであるマイク・ウェイガンドはドラマチックで面白いストーリーと、うまくまとめられた魅力的な会話を評価した。
電撃PlayStationDPSソフトレビューでは65、75、80、90の310点がつけられた。DPSソフトレビューのレビュアーは、怖がらせるタイミングが前作より上手になった点や、2人の主人公で異なる視点で行動ができることや2度目の操作ができる点などが評価された。75点を付けたレビュアーも、「（レビューした4作品中）もっとも楽しめたが点数に物足りなさを感じる人もいるかもしれない」とした一方で「前作が好きなら十分楽しめる」「ホラー好きにはたまらない」とした。
IGNのサンチェスと、GameSpyのブライアン・デイヴィス、そしてEurogamerのマーティン・テイラーの3人は、ザッピングシステムによって『2』を何度でも遊びたくなるようなものに仕上がったと評価している。マクドナルドは表シナリオ内での行動が裏シナリオに影響するというコンセプトはかっこよかったものの生かし切れていなかったと指摘している。
多くの批評家は『2』のグラフィックは、『1』から大幅に強化されたと評価している。
サンチェスとヴェイガンは、「細部の情報に加え、双方向性が増した結果、背景のプリレンダリング技術は『1』から大きく進化した」と評価している。
マクドナルドはCGモデルによるアニメーションは「真のリアリズム」に達したと評し、主人公の健康状態を自然に表現するのにボディランゲージを使用した点について好意的な評価を寄せた。
AllgameのShawn Sackenheim は『2』のグラフィックには最高得点を与えるに値すると述べ、背景は完ぺきなまでにレンダリングされ、カットシーンは芸術品だとし、なめらかなアニメーションが不気味さを醸し出していると評価した。音声についても批評家から肯定的な評価を寄せられており、ヴェイガンは音楽が映像とかみ合っていたと評価し、サンチェスは『2』について「サウンドデザインは今まで遊んできた家庭用ゲーム機の中で一番かもしれない」と評している。Sackenheimは『2』の音楽と効果音を完璧だと評価した一方、マクドナルドは古典的なホラー映画のような音楽だったと述べている。多くの批評家はインベントリのシステムについて否定的な評価を寄せている。サンチェスは、プレイヤーがアイテムボックスからいちいち物を取り出す必要はないと述べ、このシステムを苦痛だとしている。マクドナルドも同様に、インベントリのシステムについて否定的な評価を下しており、アイテムボックスが『魔法』のように相互につながっていて、サイズにかかわらず、どんなアイテムであっても同じサイズの箱に入っているという描写が不自然であるとした。DPSレビューにおいても、アイテムの所持可能数が少なくて、不要なアイテムを捨てられないという指摘が上がっていた。
また、仕掛けの配置の不自然さについても指摘が上がっており、DPSレビューのレビュアーは仕掛けの配置を忍者屋敷にたとえたほか、マクドナルドとマリソンもこれらの仕掛けは警察署の外にあるべきものだとしている。GAME Watchの勝田哲也も、不自然な仕掛けの配置によってレオンとの一体感が失われたと『RE:2』開発スタッフとのインタビューの中で指摘している。サンチェスは『1』よりは仕掛けの配置は改善されたものの、場数を踏んだゲーマーにとっては簡単すぎてつまらないだろうと述べている。
Sackenheimは『2』のプレイ時間が短く、各シナリオは、最後までカジュアルプレイヤーの心をとらえるだけの違いがなかったと述べている。
Sackenheimは操作が簡単だとした一方、サンチェスは銃器で照準を合わせるのに苦労したと述べている。
このほかにも、声優の演技が嘘くさく、洗練されていないという指摘があった[c]。また、DPSレビューのレビュアーからは、視点を切り替えると方角が分からなくなる点や、移動のキーコンフィグができないといった指摘があり、総評にて「システムの改善があまりない」という評価が下された。
批評家から好意的に受け入れられた64版 以外の移植版の多くは、PlayStation版を上回る評価を得られなかった[d]。
ヴェイガンは、既に『2』を持っているプレイヤーに対し、ミニゲーム『EB』が収録されている『デュアルショックVer.』を借りてみてはどうかとアドバイスを寄せ、これから『2』を買うことを考えている人には『デュアルショックVer.』をお勧めすると述べた。
Windows版の追加コンテンツについては評価された一方、プレイヤーの任意でセーブできない点や、背景がゲーム内の解像度に合っていない点を指摘した[e]。
64版は、512Mbit(64MB)のカートリッジを2枚組のディスクに収録されている点が、技術上の実績として評価された。一方、テイラーはオリジナル版のシーンがロード画面として使われていたことを指摘し、カートリッジではありえなかったディスク特有の不利益だとした[f]。
"ザ・フレッシュマン"というペンネームを持つあるGameProのライターは64版で強化されたグラフィックについて評価した一方、CG映像が圧縮によって著しく劣化した点を指摘した。
GameSpotのジョー・フィールダーは、カートリッジ時代なら圧縮は珍しいことではないと述べたうえで、64版に『EB』が収録されていない点を指摘した。
IGNのマット・キャサマシーナはドルビーサラウンドを採用した点を称賛し、64版を「『2』の中で一番素晴らしいバージョン」と評価した。Game Revolutionのショーン・スパークスはドリームキャスト版の効果音について評価し、キャラクターのCGモデルが少しシャープになったと述べている。一方、Computer And Video Gamesのスティーブ・キーはドリームキャスト版の画質の低さについて酷評しており、キャラクターが背景から浮いてしまい雰囲気が台無しになったと述べている。GameSpotのスタッフであるジェームズ・ミールキーはドリームキャスト版について「買わなきゃ損」というものではないとしつつも素晴らしい作品だと評価し、価格も安いから買いたくなるだろうと述べている。
ゲームキューブ版については、値段が高く、グラフィックが時代遅れだと酷評された[g]。それでも、GameProの"フォー＝アイズ・ドラゴン"は全バージョンの中で、ゲームキューブ版のビジュアルが一番だったと述べている。
デイビスと 1UP.comのマーク・マクドナルドは、64版に収録されていたコンテンツがゲームキューブ版で削除された点について批判している。
IGNのピア・シュナイダーは、game.com版について不満をあらわにしており、部分的に『2』を再現しただけだろうと述べている。また、彼はグラフィックと効果音についてはオリジナル版に近づけようとしていると感じた一方、操作性がひどくもっさりしているため、あまり楽しめたものではなかったと述べている。

### 人気投票
『2』は発売から何年もの間高い人気を誇り、ファミ通の名作Playstationソフトトップ100で4位にランクインした。
『2』は、エレクトロニック・ゲーミング・マンスリー、IGN、エンパイア、Game Informer、Official UK PlayStation Magazine、の名作ゲームランキングTOP100にもランクインしており、それぞれ62位、58位、49位、34位、6位である[a]。
また、レトロゲーム誌Retro Gamerの読者投票では97位にランクインしており、スタッフから「長く続くバイオハザードシリーズの最高傑作だと多くの人々に考えられている」というコメントが寄せられている。さらに、GameTrailersのリメイクしてほしいゲームランキングでは4位にランクインした。

### 売り上げ
発売から約1か月で190万本のセールスを達成し、1998年で唯一、累計販売本数が200万本を超えるトップの地位を獲得した。
『2』の宣伝費には500万USドルが費やされた。『2』ではイタリアで100,000件の予約を受け、1200万リラ（当時のレートで660万USドル）の利益を得た。発売日の週末において、『2』は380,000枚を売り上げ、190万USドルの利益を得、北米においては最も速いペースで売れた。
ハリウッド調の演出が購入者の目を引き、『ファイナルファンタジーVII』と『スーパーマリオ64』の売り上げ本数の記録を破った。オリジナルの『2』は、シリーズ史上最高の約496万枚の売り上げを記録し、商業的な成功を収めた。また、1998年に発売された『デュアルショックVer.』は81万本を出荷。